# 亨利·米爾·愛德華
亨利·米爾·愛德華（1800年10月23日 - 1885年7月29日）是一位著名的法國動物學家，於1856年獲頒科普利獎章。
許多屬名與物種名以愛德華的名字來命名，如愛氏海葵屬（Edwardsia）等。

## 傳記
维基共享资源上的相關多媒體資源：亨利·米爾·愛德華
- Marcelin Berthelot, Notice historique sur Henri Milne Edwards, Didot, Paris 1891.
- Trevor Norton: Stars beneath the sea, Carroll & Graf, New York 2000. ISBN 0-7867-0750-X

## 外部連結
- 互联网档案馆中亨利·米爾·愛德華的作品或与之相关的作品